# 布波族
布波族（bobo）是作者戴维·布鲁克斯最有名的新詞，有時亦被翻為 BOBO族、BOBOS族 或 布爾喬亞波希米亞族，是  bourgeois bohemian（中產階級式的波希米亞人）的縮寫，為1980年代「雅痞」一詞的衍生詞，形容1990年代之後，因為資訊時代的快速來臨，隨著高度的創作空間與快速的財富累積，而來到中上到上層階級的新高級知識份子。他們鮮少違背主流社會，對於社會中不同的聲音有極高的容忍度，不會吝惜購買昂貴的物品，相信現今的資本主義社會（如美國）是屬於精英領導的社會。
布波族不等於雅痞。他們是資訊時代的精英，兼具布爾喬亞〔中產階級〕的消費能力與波希米亞人的創意與自由，並將創意和情感轉化成為產品。布波族的崛起，帶動了文化產業及美學經濟的蓬勃發展，這是他們對社會最顯著的貢獻。